# Tamora Pierce/Bibliographie
Dies ist eine Liste der Werke der amerikanischen Fantasy-Autorin Tamora Pierce.

## Werke

### Tortall-Universum
Das Tortall-Universum ist eine fiktive Welt, die von sechs Buchserien geteilt wird: Die Löwensaga (engl. „Song of the Lioness“); Die Legenden von Tor (engl. „The Immortals“ oder „Wild Magic“); Die Legende der Schützerin (engl. „Protector of the Small“); Tricksters (engl. „Daughter of the Lioness“); Beka Cooper (engl. „Provost's Dog“) und die Numair-Chroniken sowie mehrere Kurzgeschichten.
Einstellung
Die Tortall-Serie ist nach dem Land benannt, in dem der Großteil der Werke spielt, Tortall. Die Hauptstadt von Tortall ist Corus, die sich in der Nähe der Westküste am Emerald Ocean befindet. Im Norden liegt Scanra, ein wildes und etwas barbarisches Land. Tortall und Scanra sind im letzten Protector-Band und im ersten Trickster-Band, Trickster's Choice, im Krieg. Im Osten befinden sich Galla, Tusaine und Tyra, und dahinter liegen Maren und Sarain. Carthak (Schauplatz von Emperor Mage) liegt südlich von Tortall über dem Inlandmeer, während im Westen die Yamani-Inseln und die Copper Isles liegen. Im Osten von Maren und Sarain liegt das Dach der Welt, ein großes Gebirge. Die Trickster-Bücher spielen größtenteils auf den Copper Isles, weiter südlich als die Yamani-Inseln.
Die Hunt Records spielen hunderte von Jahren vor den anderen Büchern und Barzun, ein Land zwischen Tortall und dem Inland Sea, wird gelegentlich erwähnt. Barzun wurde später von Tortall erobert.
Tortall ist ein Ort, der in gewisser Weise an das europäische Mittelalter erinnert, mit seiner Monarchie, seinem Hof, seiner Adelsklasse und seinen Rittern, aber ansonsten eine völlig andere Welt darstellt. Magie ist für die Tortallaner sehr real und praktisch, von der gewöhnlichen Kräuterhexe bis zu den Hofzauberern des Königs. Gottheiten werden verehrt und spielen oft eine Rolle im Leben der Menschen, manchmal wählen sie Menschen als ihre Champions, manchmal nutzen sie sie, um ihre eigenen Zwecke voranzutreiben. Obwohl diese Gottheiten als unvorstellbar mächtig dargestellt werden, sind sie auf ihre menschlichen Instrumente angewiesen, um die Welt zu formen.

#### Das Lied der Löwin
Die „Song of the Lioness“-Reihe wurde ursprünglich als ein einzelnes Buch für Erwachsene geschrieben, aber Pierces Literaturagentin schlug vor, dass sie es in vier Bücher umschreiben sollte, die sich an ein jugendliches Publikum richten. Pierce zerschnitt das Manuskript buchstäblich und verwendete die Stücke, um vier neue Bücher für Jugendliche zu bilden.
- Alanna: The First Adventure (1983)
- In the Hand of the Goddess (1984)
- The Woman Who Rides Like a Man (1986)
- Lioness Rampant (1988)
- Die Sammelausgabe dieser Quartett-Reihe heißt „Song of the Lioness“ und wurde im Jahr 2002 vom Science Fiction Book Club (SFBC) veröffentlicht.

#### Die Unsterblichen
- Wild Magic (1992)
- Wolf-Speaker (1994)
- Emperor Mage (1994)
- The Realms of the Gods (1996)
- The omnibus edition is The Immortals (SFBC, 2003).

#### Beschützer des Kleinen
- First Test (1999)
- Page (2000)
- Squire (2001)
- Lady Knight (2002)
- The omnibus edition is Protector of the Small (SFBC, 2004).
- „Bone's Day Out“ (2014) – eine Tortall-Kurzgeschichte, die nur in der Neuauflage des „Protector of the Small“ Omnibus von 2014 zu finden ist.

#### Gauner
Auch bekannt als Daughter of the Lioness aus der Vier-Buch-Serie Song of the Lioness. Diese Duologie hat dieselbe Länge wie die früheren Quartette, da die Bücher etwa doppelt so lang sind wie die früheren Werke. Pierce erklärt, dass der Erfolg der Harry-Potter-Bücher den Verlagen endlich gezeigt hat, dass junge Leser lange Bücher lesen werden.
- Trickster's Choice (2003)
- Trickster's Queen (2004)
- The omnibus edition is Tricksters (2005)

#### Beka Cooper: The Hunt Records
Diese Trilogie wird auch als Provost's Dog bezeichnet. Sie spielt 200 Jahre vor Alanna: The First Adventure. Sie war Finalistin für den Mythopoeic Fantasy Award for Children’s Literature im Jahr 2012.
- Terrier (2006)
- Bloodhound (2009)
- Mastiff (2011)
- The omnibus edition is Beka Cooper: The Hunt Records (2012)

#### Die Numair-Chroniken
Die Numair Chroniken werden eine dreibändige Serie über die Kindheit von Arram Draper sein, der später zum Großen Magier Numair Salmalín heranwachsen wird.
- Tempests And Slaughter (2018)

#### Tortall und andere Länder: Eine Sammlung von Geschichten
- Tortall und andere Länder: Eine Sammlung von Geschichten (2010) enthält mehrere Kurzgeschichten, die im Tortall-Universum spielen. Es handelt sich um eine Sammlung aller Kurzgeschichten von Tamora Pierce und enthält alle, die bis zu ihrer Veröffentlichung im Jahr 2010 geschrieben wurden, mit Ausnahme von „Slippery in the Stairwell, 1965“ (2009). Eine vollständige Auflistung finden Sie im Abschnitt Kurzgeschichten.

#### A Spy's Guide to Tortall: From the Desk of George Cooper
- A Spy's Guide to Tortall: From the Desk of George Cooper (2017) ist eine Sammlung von Dokumenten aus den Reichen von Tortall. Es gibt eine Vielzahl neuer Informationen über das Land und die Charaktere, Unsterbliche, die nie in den Büchern zu sehen waren, und alles von einer Aufschlüsselung des Tortallanischen Militärs bis hin zu persönlicher Korrespondenz. Es enthält alles von der Rekrutierung von Queen’s Riders bis hin zu einer detaillierten Darstellung der Versiegelung der Göttlichen Reiche, bis hin zur Korrespondenz über die kleinen Abenteuer der großen Charaktere. Es wird auch die Geschichte von Alys erster Mission enthalten – und der Grund, warum ihre Eltern es ablehnten, dass sie an weiteren Missionen teilnimmt – sowie Illustrationen von Charakteren und „Personalakten“, die vom Whisper Man selbst geführt werden.

#### Chronologische Reihenfolge aller Bücher und Kurzgeschichten von Tortall
Als einige Serien und Kurzgeschichten Vorgeschichten sind, unterscheidet sich die chronologische Reihenfolge von der Veröffentlichungsreihenfolge. Bücher, die später veröffentlicht wurden, erwähnen häufig Charaktere aus Büchern, die früher veröffentlicht wurden. Jedes Quartett oder jede Serie kann jedoch unabhängig von den anderen gelesen werden.
1. Terrier (2006) – Beka Cooper: The Hunt Records #1, Tortall #15
2. ''Bloodhound'' (2009) – Beka Cooper: The Hunt Records #2, Tortall #16
3. Mastiff (2011) – Beka Cooper: The Hunt Records #3, Tortall #17
4. Student of Ostriches (2005) – Tortallan Novelette (2005 in Young Warriors: Stories of Strength; 2010 in Tortall and Other Lands)
5. Tempests and Slaughter (2018) – The Numair Chronicles #1, Tortall #19
6. The Exile's Gift (Forthcoming) – Exile±
7. Exile 3 (Forthcoming) – Exile±
8. Alanna: The First Adventure (1983) – Song of the Lioness #1, Tortall #1
9. In the Hand of the Goddess (1984) – Song of the Lioness #2, Tortall #2
10. The Woman Who Rides Like a Man (1986) – Song of the Lioness #3, Tortall #3
11. Lioness Rampant (1988) – Song of the Lioness #4, Tortall #4
12. Wild Magic (1992) – The Immortals #1, Tortall #5
13. Wolf-Speaker (1994) – The Immortals #2, Tortall #6
14. Elder Brother (2001) – Tortallan Novelette (2001 in Half Human; 2001 in Books One and Two: Water and Fire; 2010 in Tortall and Other Lands)
15. Hidden Girl (2006) – Tortallan Novelette (2006 in Dreams and Visions; 2010 in Tortall and Other Lands)
16. Emperor Mage (1995) – The Immortals #3, Tortall #7
17. The Realms of the Gods (1996) – The Immortals #4, Tortall #8
18. First Test (1999) – Protector of the Small #1, Tortall #9
19. Page (2000) – Protector of the Small #2, Tortall #10
20. Squire (2001) – Protector of the Small #3, Tortall #11
21. Lady Knight (2002) – Protector of the Small #4, Tortall #12
22. Bone's Day Out (2014) -Short Story (2014 in Protector of the Small omnibus)±
23. A Spy's Guide to Tortall: From the Desk of George Cooper (2017) Tortall #18 ±
24. Trickster's Choice (2003) – Tricksters: Daughter of the Lioness #1, Tortall #13
25. Trickster's Queen (2004) – Tricksters: Daughter of the Lioness #2, Tortall #14
26. Nawat (2010) – Tortallan Novella (2010 in Tortall and Other Lands)
27. Lost (2010) – Tortallan Novelette (2010 in Tortall and Other Lands)±
28. The Dragon's Tale (2009) – Tortallan Novelette (2009 in The Dragon Book; 2010 in Tortall and Other Lands)

### Circle Universum
Die Quartett-Serie „The Circle of Magic“ spielt im Land Emelan; die Quartett-Serie „The Circle Opens“ und die Quartett-Serie „The Circle Reforged“ spielen sowohl in Emelan als auch in verschiedenen benachbarten Ländern. Zu den Nachbarländern gehören Sotat (östlich von Emelan; Geburtsort von Briar Moss), Qalai (nordöstlich von Emelan), Lairan (nördlich von Emelan), Gansar (nordwestlich von Emelan) und Anderann (westlich von Emelan, Geburtsort der Geweihten Rosethorn). Weitere Länder im „Circle“-Universum sind Chammur (Schauplatz von „Street Magic“), Thairos (Schauplatz von „Shatterglass“), Namorn (weit im Norden, Schauplatz von „Cold Fire“ und „The Will of the Empress“), Gyongxe (Schauplatz von „Battle Magic“), Yanjing (Geburtsort von Evumeimei Dingzai), Capchen (Geburtsort von Trisana Chandler), die Battle Islands (Schauplatz von „Melting Stones“), Hatar Island in der Kieselsee, Olart (nördlich der Kieselsee) und Mbau (südlich der Kieselsee).
In der Kreiswelt ist Magie üblich und wird regelmäßig genutzt, aber die Individuen müssen mit der Fähigkeit geboren werden, sie zu nutzen. Es gibt zwei Formen von Magie. Akademische Magie ist direkt mit der Energie des Benutzers verbunden und erfordert möglicherweise Beschwörungen oder physische Katalysatoren. Umgebende Magie ist seltener, wird mit einem bestimmten Handwerk (wie Schreinerei) oder einem Naturgegenstand (wie Blitz) assoziiert und beinhaltet die Kraft aus der Umgebung, die durch den Benutzer fließt. Die meisten Kulturen in der Kreiswelt sind polytheistisch, aber im Gegensatz zum Tortall-Universum versuchen die Götter seltener, Ereignisse in der Sterblichen Welt zu beeinflussen.

#### Kreis der Magie
Plot
Die Serie erzählt die Geschichten von vier 10-jährigen Kindern: Sandrilene fa Toren, Trisana Chandler, Daja Kisubo und Briar Moss, auch bekannt als Sandry, Tris, Daja und Briar. Sie werden in verschiedenen schwierigen Umständen entdeckt und von Niklaren Goldeye (genannt Niko), einem mächtigen Magier, zusammengeführt. Niko erklärt ihnen, dass sie „Ambient-Magier“ sind, was bedeutet, dass sie Magie aus ihrer Umgebung nutzen. Die vier Jugendlichen passen nicht zu den anderen Kindern der monastischen Gemeinschaft von Winding Circle, zu der Niko sie bringt, und werden in einem separaten Haus namens Disziplin untergebracht. Hier lernen sie von ihren verborgenen Talenten: Sandry mit Fäden, Tris mit Wetter, Daja mit Feuer und Metall und Briar mit Pflanzen. Lark, eine sanfte Frau, die sich besonders um Sandry kümmert, da sie auch Fadenmagie hat, und Rosethorn, eine scharfe Frau, die Briars Fähigkeit mit Pflanzen teilt, leben mit den Kindern und unterrichten sie in ihrer magischen und persönlichen Entwicklung. Auch Niko, der technisch gesehen Tris' Lehrer ist, steht allen vier Kindern zur Verfügung und lehrt und führt sie. Daja wird von Dedicate Initiate Frostpine, einem Schmiedemagier, unterrichtet. Anfangs scheint es, dass ein Händler, ein Straßenkind, eine Adelige und ein Trader (eine Handelsrasse, die oft von anderen gehasst wird) niemals miteinander auskommen werden, aber eine außergewöhnliche Situation bringt sie zusammen. Durch ein Erdbeben erkennen sie ihr volles Potenzial und sind für immer eng miteinander verbunden. Als Kinder, die über ungewöhnliche Magiekenntnisse verfügen, kämpfen sie darum, den Respekt der Erwachsenen zu verdienen, denen sie begegnen, und ihre magischen Kräfte vollständig zu verstehen und zu kontrollieren. Nominiert für den Mythopoeic Fantasy Award for Children’s Literature 2000.
- Sandry's Book, UK title The Magic in the Weaving (1997)
- Tris's Book, UK title The Power in the Storm (1998)
- Daja's Book, UK title The Fire in the Forging (1998)
- Briar's Book, UK title The Healing in the Vine (1999)

Zusammenstellungen
- Water & Fire (2001): Circle of Magic # 1-2, and short story Elder Brother (Tortall)
- Air & Earth (2003): Circle of Magic # 3-4
- The Omnibus edition is Circle of Magic Quartet
- Chapters from Sandry's Book are also found in Tamora Pierce: Enter the Circle, a Scholastic books promotional sampler.

#### Der Kreis öffnet sich
Die jungen Magier sind nun 14 Jahre alt und werden offiziell von Winding Circle zertifiziert und zu Lehrern ernannt. In diesem Quartett reisen die vier Protagonisten jeweils mit ihrem Mentor, nehmen einen neuen Schüler auf und bekämpfen Probleme im Ausland.
- Magic Steps (2000)
- Street Magic (2001)
- Cold Fire (2002)
- Shatterglass (2003)
- The omnibus edition is The Circle Opens
- Kapitel von Magic Steps sind auch in Tamora Pierce: Enter the Circle, einem Scholastic-Buchwerbeprospekt, zu finden.

#### Der Kreis neu geschmiedet
- The Will of the Empress (2005)
- Melting Stones (2008) (first released as an audiobook in 2007)
- Battle Magic (2013)
- Possible forthcoming book featuring Tris[4]

#### Chronologische Reihenfolge aller Circle Universe Bücher
1. Sandry's Book (1997) – Circle of Magic #1, Emelan #1
2. Tris's Book (1998) – Circle of Magic #2, Emelan #2
3. Daja's Book (1998) – Circle of Magic #3, Emelan #3
4. Briar's Book (1999) – Circle of Magic #4, Emelan #4
5. Magic Steps (2000) – The Circle Opens #1, Emelan #5
6. Street Magic (2001) – The Circle Opens #2, Emelan #6
7. Cold Fire (2002) – The Circle Opens #3, Emelan #7
8. Shatterglass (2003) – The Circle Opens #4, Emelan #8
9. Battle Magic (2013) – The Circle Reforged #3, Emelan #11
10. The Will of the Empress (2005) – The Circle Reforged #1, Emelan #9
11. Melting Stones (2008) – The Circle Reforged #2, Emelan #10
12. Untitled Tris Book (Forthcoming) – The Circle Reforged #4, Emelan #12

### Kurzgeschichten

#### Vollständige Liste
- Plain Magic (1986) – A fantasy short story. (1986 in Planetfall; 1999 in Flights of Fantasy; 2010 in Tortall and Other Lands)
- Testing (2000) – A contemporary novelette based on events that happened to the author while she was the housemother in a group home for teenage girls. (2000 in Lost and Found: Award-Winning Authors Sharing Real-Life Experiences Through Fiction; 2010 in Tortall and Other Lands)
- Elder Brother (2001) – A Tortall novelette (2001 in Half Human; 2001 in a two-in-one Circle of Magic book titled Books One and Two: Water and Fire; 2010 in Tortall and Other Lands)
- Student of Ostriches (2005) – A Tortall novelette about Kylaia al Jmaa (the future Shang Unicorn) from Lioness Rampant. (2005 in Young Warriors: Stories of Strength; in 2010 in Tortall and Other Lands)
- Huntress (2006) – A contemporary fantasy novelette (2006 in Firebirds Rising: An Anthology of Original Science Fiction and Fantasy; 2010 in Tortall and Other Lands)
- Hidden Girl (2006) – A Tortall novelette set in the same country as „Elder Brother“. (2006 in Dreams and Visions: Fourteen Flights of Fantasy; 2010 in Tortall and Other Lands)
- Time of Proving (2006) – A medieval fantasy short story, about the coming of age of a young girl. (2006 in Cricket; 2010 in Tortall and Other Lands; 2011 The Realm of Imagination: Favorite Stories from Cricket Magazine)
- The Dragon's Tale (2009) – A Tortall short story about Kitten (Skysong), Daine's dragon (2009 in The Dragon Book: Magic Tales from the Master of Modern Fantasy; 2010 in Tortall and Other Lands)
- Slippery in the Stairwell, 1965 (2009) – A contemporary, real-life short story in an anthology of first period stories. (2009 in My Little Red Book)[5]
- Lost (2010) – A Tortall novelette about a girl from Tusaine and a darking. (2010 in Tortall and Other Lands)
- Mimic (2010) – A fantasy novelette about a girl named Ri and the animals she saves. (2010 in Tortall and Other Lands)
- Nawat (2010) – A Tortall novella which takes place after the Trickster series. (2010 in Tortall and Other Lands)
- Bone's Day Out (2014) – a Tortall short story which is part of the Protector of the Small quartet (2014 in Protector of the Small omnibus)

#### Nicht gesammelt in Tortall und anderen Ländern
- Slippery in the Stairwell, 1965  (2009) – A contemporary, real-life short story in an anthology of first period stories. (2009 in My Little Red Book)
- Bone's Day Out (2014) – a Tortall short story which is part of the Protector of the Small quartet (2014 in Protector of the Small omnibus)

#### Sammlungen
Tortall and Other Lands: A Collection of Tales (2010)
Inhalt:
- Student of Ostriches
- Elder Brother
- The Hidden Girl
- Nawat
- The Dragon's Tale
- Lost
- Time of Proving
- Plain Magic
- Mimic
- Huntress
- Comments on the Short Story „Testing“
- Testing
- ± Mastiff (promotional extract)
- ± Acknowledgements (Tortall and Other Lands)

#### Gedichtsammlungen
- Young Warriors, Stories of Strength (2006) wurde von Tamora Pierce und Josepha Sherman zusammengestellt und bearbeitet.

Inhalt:
- Introduction by Tamora Pierce
- The Gift of Rain Mountain by Bruce Holland Rogers
- The Magestone by S. M. and Jan Stirling
- Eli and the Dybbuk by Janis Ian
- Heartless by Holly Black
- Lioness by Pamela F. Service
- Thunderbolt by Esther Friesner
- Devil Wind by India Edghilll
- The Boy Who Cried „Dragon!“ by Mike Resnick
- Student of Ostriches by Tamora Pierce
- Serpent's Rock by Laura Anne Gilman
- Hidden Warriors by Margaret Mahy
- Emerging Legacy by Doran Durgin
- An Axe for Men by Rosemary Edghilll
- Acts of Faith by Lesley McBain
- Swords that Talk by Brent Hartinger
- Afterword by Josepha Sherman

### Comics
- White Tiger: A Hero's Compulsion (2006, six issues) by Tamora Pierce and Timothy Liebe, Illustrated by Philip Briones, Alvaro Rio and Ronald Adriano Silva

Auf der New York Comicon im Jahr 2006 kündigte Marvel Comics an, dass Pierce und ihr Ehemann Tim Liebe eine neue Serie schreiben würden, in der die ehemalige FBI-Agentin Angela Del Toro als neue White Tiger auftritt. Die Serie mit dem Titel White Tiger startete im November 2006 als sechsteilige Serie, die von dem französischen Künstler Phil Briones gezeichnet wurde.
- Double-Edged by Tamora Pierce, art by Cassandra James (2014) in Legend of Red Sonja: Issue Two, edited by Gail Simone

### Essays
- The Best White Bread in 12 Systems or What To Do Till the Next Scene Develops (1996), in Serve It Forth – Cooking With Anne McCaffrey, editors Anne McCaffrey and John Gregory Betancourt (1996)
- Comments on the Short Story „Testing“ (2000), in Tortall and Other Lands: A Collection of Tales (2000)
- Introduction (Young Warriors: Stories of Strength) (2005), in Young Warriors: Stories of Strength (2005)
- Introduction (The One Right Thing) (2008). in The One Right Thing by Bruce Coville (2008), edited by Deb Geisler, illustrated by Katherine Coville
- Introduction (The Art of Amy Brown II) (2010), in The Art of Amy Brown II by Amy Brown (2005)
- Acknowledgements (Tortall and Other Lands) (2011), in Tortall and Other Lands: A Collection of Tales (2011)
- Foreword (Under the Moons of Mars) (2012), in Under the Moons of Mars: New Adventures on Barsoom (2012), editor John Joseph Adams
- Glossary (Battle Magic) (2013), in Battle Magic (2013)
- The Calendar of Months for the Circle Universe (2013), in Battle Magic (2013)
- Afterword (Alanna: The First Adventure) (2014)
- Afterword (In the Hand of the Goddess) (2014)
- Afterword (Lioness Rampant) (2014)
- Afterword (The Woman Who Rides Like a Man) (2014)
- Introduction (Dragonsong) (2015), in Dragonsong (2015) by Anne McCaffrey

### Gespräche
- Tamora Pierce: Girls Who Kick Butt (2002), in Locus, # 496 May 2002 by editor Charles N. Brown
- Tamora Pierce (2006), in The Wand in the Word: Conversations with Writers of Fantasy by Leonard S. Marcus
- Tamora Pierce: Lit By Fire (2012) in Locus, #618 July 2012 by editor Liza Groen Trombi

### Andere Kompilationen, an denen sie mitgewirkt hat
- Planetfall (1986, anthology edited by Douglas Hill), with Plain Magic
- Serve It Forth – Cooking With Anne McCaffrey (1996, editors Anne McCaffrey and John Gregory Betancourt), with The Best White Bread in 12 Systems or What To Do Till the Next Scene Develops
- Flights of Fantasy (1999, editors Mercedes Lackey and Martin Harry Greenberg), with Plain Magic
- Lost and Found: Award-Winning Authors Sharing Real-Life Experiences Through Fiction (2000, an anthology edited by M. Jerry Weiss and Helen S. Weiss), with Testing
- Half Human, (2001, an anthology edited by Bruce Coville), with Elder Brother
- Locus, # 496 May 2002 (2002, by editor Charles N. Brown), with  Tamora Pierce: Girls Who Kick Butt
- Firebirds Rising: An Anthology of Original Science Fiction and Fantasy (2006 an anthology edited by Sharyn November), with Huntress
- Dreams and Visions: Fourteen Flights of Fantasy (2006, an anthology edited by M. Jerry Weiss), with Hidden Girl
- Cricket (2006), with Time of Proving
- The Wand in the Word: Conversations with Writers of Fantasy (2006, by Leonard S. Marcus), with Tamora Pierce
- The One Right Thing (2008, by Bruce Coville, edited by Deb Geisler, illustrated by Katherine Coville), with Introduction (The One Right Thing)
- The Dragon Book: Magic Tales from the Master of Modern Fantasy (2009, an anthology edited by Jack Dann), with The Dragon's Tale
- My Little Red Book (2009, edited by Rachel Lauder Nalebuff), with Slippery in the Stairwell, 1965
- The Art of Amy Brown II (2005, by Amy Brown), with Introduction (The Art of Amy Brown II) (2010)
- The Realm of Imagination: Favorite Stories from Cricket Magazine (2011), with Time of Proving
- Under the Moons of Mars: New Adventures on Barsoom (2012, editor John Joseph Adams), with Foreword (Under the Moons of Mars)
- Locus, #618 July 2012 (2012 by editor Liza Groen Trombi), with Tamora Pierce: Lit By Fire
- Legend of Red Sonja: Issue Two (2014, edited by Gail Simone), with Double-Edged by Tamora Pierce, art by Cassandra James
- Dragonsong (2015, by Anne McCaffrey), with Introduction (Dragonsong)

### Frühe Werke
Tamora Pierce war in den 1980er Jahren „Hauptautorin für ein Unternehmen, das Originalradio-Komödien und -Dramen produzierte, Teilzeit-Redakteurin für zwei Zeitschriften und Autorin von verschiedenen Fiktionen und Sachtexten für Zeitschriften“. Die erste Kurzgeschichte, die Tamora verkaufte, erschien in einer Frauen-Romanzeitschrift unter dem Titel „Was wir taten, war Sünde“.

### Vollständige Bibliographie in der Reihenfolge der Veröffentlichungen
- Alanna: The First Adventure (1983)
- In the Hand of the Goddess (1984)
- The Woman Who Rides Like a Man (1986)
- Planetfall (1986, anthology edited by Douglas Hill) – contributor (Plain Magic)
- Lioness Rampant (1988)
- Wild Magic (1992)
- Wolf-Speaker (1994)
- Emperor Mage (1995)
- The Realms of the Gods (1996)
- Serve It Forth – Cooking With Anne McCaffrey (1996, editors Anne McCaffrey and John Gregory Betancourt) – contributor (The Best White Bread in 12 Systems or What To Do Till the Next Scene Develops)
- Sandry's Book (1997)
- Tris's Book (1998)
- Daja's Book (1998)
- Briar's Book (1999)
- First Test (1999)
- Page (2000)
- Magic Steps (2000)
- Lost and Found: Award-Winning Authors Sharing Real-Life Experiences Through Fiction (2000, an anthology edited by M. Jerry Weiss and Helen S. Weiss) – contributor (Testing)
- Water and Fire (2001) – compilation
- Half Human, (2001, an anthology edited by Bruce Coville) – contributor (Elder Brother)
- Street Magic (2001)
- Squire (2001)
- Song of the Lioness (2002) – omnibus
- Locus, # 496 May 2002 (2002, by editor Charles N. Brown) – interviewed (Tamora Pierce: Girls Who Kick Butt)
- Cold Fire (2002)
- The Immortals (2002) – omnibus
- Lady Knight (2002)
- Air & Earth (2003) – compilation
- Shatterglass (2003)
- Trickster's Choice (2003)
- Trickster's Queen (2004)
- Protector of the Small (2004) – omnibus
- Tricksters (2005) – omnibus
- The Will of the Empress (2005)
- Firebirds Rising: An Anthology of Original Science Fiction and Fantasy (2006 an anthology edited by Sharyn November) – contributor (Huntress)
- Dreams and Visions: Fourteen Flights of Fantasy (2006, an anthology edited by M. Jerry Weiss) – contributor (Hidden Girl)
- Cricket (2006) – contributor (Time of Proving)
- The Wand in the Word: Conversations with Writers of Fantasy (2006, by Leonard S. Marcus) – interviewed
- Young Warriors, Stories of Strength (2006), compiled and edited by Tamora Pierce and Josepha Sherman – Anthology editor, contributor (Student of Ostriches)
- Terrier (2006)
- White Tiger: A Hero's Compulsion (2006, six issues) by Tamora Pierce and Timothy Liebe, Illustrated by Philip Briones, Alvaro Rio and Ronald Adriano Silva
- The One Right Thing (2008, by Bruce Coville, edited by Deb Geisler, illustrated by Katherine Coville) – introduction
- Melting Stones (2008)
- The Dragon Book: Magic Tales from the Master of Modern Fantasy (2009, an anthology edited by Jack Dann) – contributor (The Dragon's Tale)
- My Little Red Book (2009, edited by Rachel Lauder Nalebuff) – contributor (Slippery in the Stairwell)
- Bloodhound (2009)
- The Art of Amy Brown II (2005, by Amy Brown) – introduction (2010)
- Tortall and Other Lands: A Collection of Tales (2010)
- Mastiff (2011)
- Beka Cooper: The Hunt Records (2012) – omnibus
- Under the Moons of Mars: New Adventures on Barsoom (2012, editor John Joseph Adams) – contributor (foreword)
- Locus, #618 July 2012 (2012 by editor Liza Groen Trombi) – interviewed (Tamora Pierce: Lit By Fire)
- Battle Magic (2013)
- Legend of Red Sonja: Issue Two (2014, edited by Gail Simone), with Double-Edged by Tamora Pierce, art by Cassandra James
- Bone's Day Out (2014) – a Tortall short story which is part of the Protector of the Small quartet (2014 in Protecter of the Small omnibus)
- Dragonsong (2015, by Anne McCaffrey) – introduction
- A Spy's Guide to Tortall: From the Desk of George Cooper (2017)
- Tempests and Slaughter (2018)

## Ausgewählte Werke über Tamora Pierce.
- Die Queen’s Readers: Eine Sammlung von Aufsätzen über die Worte und Welten von Tamora Pierce (2014). Herausgegeben von Amanda Diehl und Holly Vaughn.